# Sphyrna
 Sphyrna  ist eine Gattung der Hammerhaie (Sphyrnidae), die alle Arten der Familie mit Ausnahme des Flügelkopf-Hammerhais (Eusphyra blochii) enthält. Sie umfasst zehn Arten und ist an allen subtropischen und tropischen Küsten anzutreffen. Vier Arten dieser Gattung sind auch im Mittelmeer anzutreffen.

## Aussehen und Merkmale
Die Sphyrna-Arten sind mittelgroße bis große Haie; die Körperlängen reichen von etwa 90 Zentimeter beim Korona-Hammerhai (Sphyrna corona) bis zu über 6 Metern beim Großen Hammerhai (Sphyrna mokarran). Charakteristisch ist die hammerartige Verbreiterung des Kopfes (Cephalofoil), an dessen Enden sich die Augen befinden und an dessen Vorderkante sich mit den Lozenzinischen Ampullen ein weiteres effektives Sinnesorgan befindet. Diese Kopfverbreiterung beträgt bei den Arten dieser Gattung zwischen 17 und 33 Prozent der Gesamtlänge, beim Flügelkopf-Hammerhai (Eusphyra blochii) sogar 40 bis 50 Prozent. Mit Ausnahme der Kopfform entsprechen sie im Habitus den Requiemhaien (Carcharinidae) und besitzen wie diese 5 Kiemenspalten während ein Spritzloch fehlt. Zudem besitzen sie eine Afterflosse und zwei Rückenflossen, von denen die vordere größer ist als die hintere.

## Lebensweise

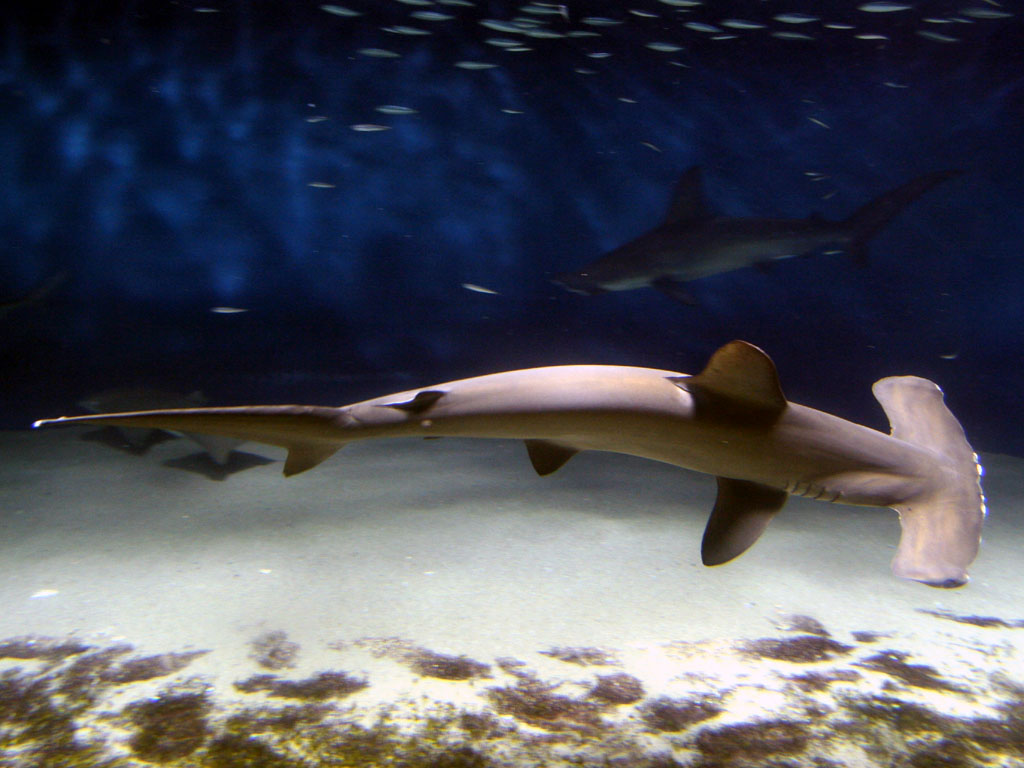
Bogenstirn-Hammerhai (Sphyrna lewini)

Sphyrna-Arten leben vor allem als Flachwasserarten vor allem über dem Kontinentalschelf oder in anderen flachen Meeresbereichen. Der Bogenstirn-Hammerhai (Sphyrna lewini) sowie der Große Hammerhai können dagegen auch im freien Ozean im Pelagial anzutreffen sein, wobei sie sich allerdings immer in relativer Küstennähe aufhalten. Alle Sphyrna-Arten ernähren sich vor allem von Knochenfischen, wobei vor allem der Große Hammerhai als opportunistischer Jäger auch viele andere Meerestiere attackiert und auch Aas frisst.
Die Haie sind lebendgebärend und bilden eine Dottersack-Plazenta aus (plazental vivipar).

## Verbreitung

Verbreitungsgebiete des Großen Hammerhais

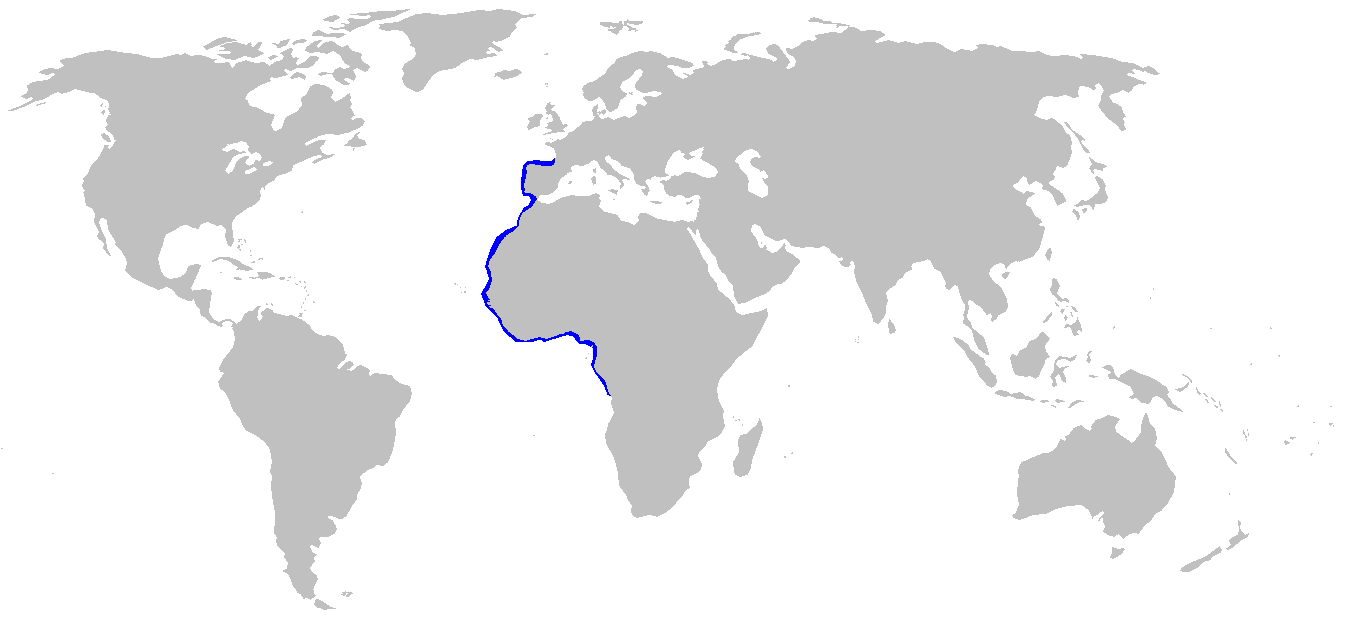
Verbreitungsgebiete des Weißflossen-Hammerhais

Die Hammerhaie der Gattung Sphyrna sind in allen tropischen und subtropischen Küstengebieten anzutreffen. Dabei kommen einige Arten in sehr großen Gebieten vor wie etwa der Große Hammerhai, der in allen tropischen und subtropischen Küstengebieten verbreitet ist. Andere Arten sind auf regionale Verbreitungsgebiete beschränkt, so findet sich der Weißflossen-Hammerhai (Sphyrna couardi) nur an den Atlantikküsten Europas und Nordwestafrikas und der Schaufelnasen-Hammerhai (Sphyrna tiburo) nur an den tropischen Küsten Nord- und Südamerikas. Das kleinste Verbreitungsgebiet hat der Korona-Hammerhai, der an der Pazifikküste Amerikas vom Golf von Kalifornien bis nach Peru verbreitet ist.

## Systematik
Die Gattung Sphyrna besteht aus zehn anerkannten Arten:
- Sphyrna alleni Gonzales, Postaire, Driggers, Caballero, Chapman, 2024[6]
- Korona-Hammerhai (Sphyrna corona Springer, 1940)
- Carolina-Hammerhai (Sphyrna gilberti Quattro, Driggers, Grady, Ulrich & Roberts, 2013)[5]
- Bogenstirn-Hammerhai oder Gekerbter Hammerhai (Sphyrna lewini (Griffith & Smith, 1834))
- Löffelkopf-Hammerhai (Sphyrna media Springer, 1940)
- Großer Hammerhai (Sphyrna mokarran (Rüppell, 1837))
- Schaufelnasen-Hammerhai (Sphyrna tiburo (Linnaeus, 1758))
- Kleinaugen-Hammerhai (Sphyrna tudes (Valenciennes, 1822))
- Sphyrna vespertina Springer, 1940[6]
- Glatter Hammerhai (Sphyrna zygaena (Linnaeus, 1758))

Der in älterer Literatur als eigenständige Art aufgeführte Weißflossen-Hammerhai (Sphyrna couardi), wurde 1986 mit dem Bogenstirn-Hammerhai synonymisiert.